# Fundação Joan Miró
A Fundação Joan Miró, situada no Parque de Montjuïc, em Barcelona, Espanha, foi criada pelo próprio Joan Miró e pelo seu amigo Joan Prats em 1975. Com o intuito de criar um centro de referência internacional e apoiar bolsas de estudos e pesquisas sobre arte contemporânea, a Fundação foi criada principalmente com obras de sua coleção privada. O edifício foi projetado pelo amigo de Miró, Josep Lluis Sert.    
Partindo de uma visão interdisciplinar da arte, as exposições organizadas pela Fundação são de artistas do século XX e XXI. Outras atividades acadêmicas, como prêmios e projetos em parceria com outras instituições para pesquisa, são outras frentes de atuação da instituição. 
Para a criação desta fundação, Miró doou diversas obras suas, assim como Joan Prats também doou diversas obras de Miró que possuía. Outros artistas, como Antoni Tàpies e  Alexander Calder, também ofereceram para a Fundação Miró, obras da sua lavra.
A obra desta Fundação é muito diversificada, indo desde a apresentação de obras dos artistas acima referidos, até espetáculos para crianças, passando também pela mostra de obras de artistas contemporâneos, assim como conferências, projecção de filmes, vídeos e espetáculos de música. Existe ainda nesta fundação, uma biblioteca com obras sobre arte contemporânea.
Atualmente, a Fundação tem em seu acervo cerca de trezentas pinturas, cento e cinquenta esculturas, nove obras têxteis e cerca de oito mil desenhos de Miró, não fazendo referência às obras dos outros artistas.

## A arquitetura do edifício
Josep Lluis Sert, arquiteto e artista da vanguarda Catalã, desenhou e arquitetou o prédio que nos anos de 1988 e 2000 passou por uma reforma supervisionada pelo atual presidente da Funcação, Jaume Freixa, para aumentar seu espaço de exposição. Em seu projeto, Sert utilizou as possibilidades do concreto armado na cobertura, técnica já explorada anteriormente em seu projeto da Fundação Maeght. Seu objetivo era aumentar a iluminação e ventilação no museu.
A Fundação é o cenário ideal para as animadas esculturas e para as pinturas de cores vivas de Joan Miró. Uma galeria construída propositadamente para acolher o seu trabalho, com uma vista soberba sobre a cidade. As suas paredes brancas, laje em terracota e telhados elegantemente curvados emprestam-lhe um certo ar mediterrâneo que complementa o trabalho de Miró.

## Prêmio Joan Miró
Desde 2007, a Fundação também é responsável pelo prêmio Joan Miró, que a cada dois anos premia um artista cujo trabalho também segue a essência de inovação da vida e do trabalho do artista espanhol. O prêmio, no valor de 70 mil euros, conta um painel internacional composto por profissionais ligados à arte contemporânea. 
| Ano  | Artista         |
| ---- | --------------- |
| 2015 | Ignasi Aballí   |
| 2013 | Roni Horn       |
| 2011 | Mona Hatoum     |
| 2009 | Pipilotti Rist  |
| 2007 | Olafur Eliasson |

Os artistas vencedores recebem um troféu desenhado por André Ricard e seus trabalhos são expostos na própria Fundação.